# Gastronomia de Niue
Niue és una illa del Pacífic Sud, majoritàriament habitada per polinesis. Les seves plantacions són majoritàriament de mandioca, taro i arbre del pa, però també s'hi poden trobar plàtans. L'àmplia gamma de plantes exòtiques a Niue inclou el taro, la papaia, el coco, el plàtan, el nyam, la mandioca i els fruits del pa: tots ells s'utilitzen intensament en la cuina local.
Els ingredients més significatiu en les receptes de Niue són el peix i les verdures. L'ingredient bàsic és el peix, que es consumeix rostit, a la planxa, cru i en sopes o guisats. Existeix un ampli espectre d'espècies diferents de peixos comestibles: la tonyina (ahi), el daurat (mahi mahi), el peix lloro (pakati), la barracuda (ono), els crancs de coco i els crancs de riu. En les zones menys poblades, la gent prefereix menjar vegetals, com ara arrels de taro o de mandioca.

## Plats
- Nane Pia: unes farinetes translúcides fetes d'arrow-root i coco, i que tenen una textura espessa i viscosa. El sabor es pot descriure com suau amb un toc de coco.[6]
- 'Ota' ika: Un plat de peix cru marinat en suc de cítrics i servit en llet de coco.
- 'otai: beguda feta amb la carn i la llet del coco. A diferència de la coneguda versió de Tonga, la versió de Niue reemplaça la fruita per l'arrel cuita de la palmera de cabdell.[7]
- Pitako Pia: un pa tradicional elaborat amb arrow-root i llet de coco.
- Takihi: un púding fet de trossos en capes de taro i crema de papaia i coco.
- Vaihalo: unes farinetes fetes d'arrow-root i coco.

## Cuina popular a Niue
Un esdeveniment important són els dies d'espectacles anuals dels llogarets, on la gent dels 14 municipis es reuneix per mostrar la seva cuina local i cultura culinària, en un gran intercanvi de cuines regionals. Malgrat ser un territori petit, certament aïllat per la seva ubicació i baixa població, té una gran varietat de cuina regional en les diferents parts de l'illa, a més de la cuina extrangera. Es prepara un gran umu (forn enterrat) per als turistes, que poden provar les delícies de totes les cuines de Niue.
A la ciutat central, Alofi, els mercats locals es duen a terme dues vegades per setmana. En ells s'hi poden trobar totes les fruites, verdures, peixos i mariscos de la zona. Entre els productes més populars del mercat es troben l'uga, el taro, el nyam, la mandioca i el fruit del pa. Encara que aquestes plantes tropicals es poden trobar en tota la regió, existeixen algunes diferències entre la ciutat central de Alofi i els altres municipis de Niue.
A Alofi es pot trobar menjar polinesi, asiàtic i europeu en els restaurants, a més de la gastronomia tradicional niueana. En les aldees, la gent sol consumir només les plantes i el peix local; el menjar és majoritàriament casolà, i s'utilitzen els forns de terra.

## Mètodes de preparació per a la cuina niueana
L'atractiu visual del plat és important, així com l'equilibri entre colors i proporcions. Cada plat tradicional té un mètode de cocció especial, que és més o menys general en totes les regions de Niue. La carn és també un element principal en la majoria dels plats de Niue, i sovint s'inclouen pernils curats i fumats. La cuina de Niue utilitza elements de les tradicions culinàries preses dels seus veïns i desenvolupades a partir dels seus propis plats tradicionals.